# Sinusitida
Sinusitida (lat. sinusitis, správně sinusitis paranasalis) je zánětlivé onemocnění vedlejších dutin dýchacích cest, tzv. paranasálních dutin. Obvykle jde o onemocnění infekčního původu. Protože bývá často doprovázena rýmou (rhinitis), hovoří se někdy o paranasální rinosinusitidě (lat. rhinosinusitis paranasalis). Přídavné jméno paranasalis se přidává tehdy, kdy není zcela jasné, že je myšlen zánět vedlejších nosních dutin a ne jiných anatomických struktur, které se označují v latině také slovem sinus.

## Etiologie
Zánět vedlejších dutin je obvykle způsoben infekcí, která přestoupila do dutiny přímo ze sliznice nosu - hovoří se o rinogenní cestě infekce. Poměrně vzácně je možný i přestup infekce z kořenového kanálku zubu do čelistní dutiny, tzv. odontogenní způsob přenosu infekce. Je možná i cesta hematogenní, tedy přestup infekčního agens z krve do sliznice. K infekci může samozřejmě dojít i při traumatickém poškození.
U akutních sinusitid je obvykle infekce vyvolána viry, sekundárně se objevují i bakterie. Pokud je příčinou vstup infekční tekutiny, například při vniknutí přírodní vody do nosu, bývají primárním činitelem bakterie, takováto sinusitida má pak mnohem dramatičtější průběh.
U chronických sinusitid je nejčastěji přítomno široké spektrum bakterií, nelze dost dobře usuzovat na to, který kmen byl primární. U chronických sinusitid se mohou v dutinách objevit i plísně rodu Aspergillus.
V patogenezi sinusitidy hraje velkou roli anatomické uspořádání dutin - vlastní dutina je spojena s dýchacími cestami jen poměrně úzkým kanálkem. Vlivem infekce pak velmi snadno dochází k uzávěru tohoto kanálku a v dutině se hromadí sekret, který představuje živnou půdu pro široké spektrum bakterií. Omezená komunikace dále představuje komplikaci pro terapeutické zásahy.

## Rozdělení

### Akutní sinusitida
Akutní sinusitida postihuje nejčastěji dutinu (tzv. čichové sklípky) kosti čichové; v dětském věku je sinusitidou čichových sklípků doprovázena prakticky každá rýma. Druhou nejčastěji postiženou dutinou je dutina v kosti čelistní, méně často je postižena dutina kosti čelní a jen zřídka bývá postižena dutina kosti klínové.

#### Příznaky
Nejvýraznějším příznakem je bolest hlavy, při jednostranném postižení může být jednostranná. Poklep nad postiženou dutinou bývá bolestivý. Přítomna bývá patologická sekrece, sekret má charakter odpovídající infekci, obvykle je alespoň částečně hnisavý. Nemocný má snížený nebo zcela nefunkční čich. Nemocný obvykle mívá horečku, zejména u dětí může být i poměrně vysoká. Zánět vedlejší dutiny může někdy způsobit i bolest středního ucha.

#### Vyšetření
V případě nejasností je možné k diagnostice použít vyšetřovací metody:
- RTG snímek hlavy v několika projekcích představuje základní vyšetřovací metodu
- ultrazvukové vyšetření v A-módu, vhodnější spíše u dětí
- diafanoskopie, tedy prosvěcování dutin žárovkou, má spíše jen historický význam

#### Terapie
Základem léčby jsou antibiotikum podaná podle předpokládané citlivosti původce. Zejména pokud jde o sinusitidu vyvolanou přestupem infekce cestou zubního kanálku, je na místě podání širokospektrálních antibiotik.
U perakutní (velmi prudce probíhající) sinusidity čelisní dutiny je třeba obvykle provést punkci a hnis, kterým je dutina vyplněna, vypustit.
K usnadnění odtoku tekutiny z dutin se používají nosní kapky, které snižují prokrvení překrvené zanícené sliznice vývodného kanálku a tím jej rozšiřují.

### Chronická sinusitida
Chronickým zánětem vedlejších dutin trpí přibližně 5% populace. Nejčastěji bývá postižena čelistní dutina, kde infekce mnohdy pochází ze zubního kanálku.

#### Příznaky
Chronická sinusitida se neprojevuje příliš bouřlivě, ale svými projevy může nemocného velmi obtěžovat. Jde zejména o trvalou sekreci z nosu, obvykle hnisavého charakteru. Průchodnost dýchacích cest bývá snížená. Chronická sinusitida predisponuje ke chrápání a k chronickým zánětům dolních cest dýchacích. I když teploty nebývají, mohou mít nemocní zvýšenou teplotu, zejména navečer.

#### Terapie
Základem terapie je odstranění zdroje infekce a případná korekce predisponujících faktorů. V případě, že jde o infekci přenesenou ze zubního kanálu, je základem stomatologické ošetření chrupu. V případě, že predisponujícím faktorem je anatomická deformita, je základem terapie, pokud je to možné, její chirurgická korekce. Probíhající infekci lze léčit antibiotiky, ale obvykle má jen omezený význam. I v terapii aspergilového zánětu je chirurgické řešení mnohem obvyklejší než podávání antimykotik.

#### Následky a komplikace
Déle trvající chronická sinusitida může způsobit vznik nosních polypů (polyposis nasi).